# Discografia de Niall Horan
A Discografia de Niall Horan, um cantor e compositor irlandês consiste em 2 álbuns de estúdio, 1 álbum ao vivo, 3 extended play (EPs), 11 singles (incluindo 2 como artista convidado) e 1 single promocional.
Em setembro de 2016, Horan assinou contrato solo com a Capitol Records. Em 29 de setembro de 2016, Horan lançou seu primeiro single solo "This Town". Alcançou o número nove na lista de singles do Reino Unido e o número vinte na Billboard Hot 100 dos Estados Unidos.
Em 4 de maio de 2017, ele lançou seu segundo single "Slow Hands", uma faixa que também entrou no top Reino Unido e no top 11 nos Estados Unidos. Em 15 de setembro de 2017, ele lançou seu terceiro single do álbum, "Too Much to Ask". Seu primeiro álbum "Flicker" foi lançado no dia 20 de outubro de 2017 e estreou no topo da Billboard 200. também alcançou o número um na Irlanda e na Holanda.
Em 4 de outubro de 2019 foi lançando "Nice to Meet Ya". Em 6 de dezembro foi lançado "Put a Little Love on Me". Em fevereiro de 2020, ele lançou "No Judgement" e anunciou seu segundo álbum de estúdio, "Heartbreak Weather", lançado em 13 de março de 2020.

## Álbuns

### Álbuns de estúdio
| Título             | Detalhes do álbum | Melhores posições nas paradas | Melhores posições nas paradas | Melhores posições nas paradas | Melhores posições nas paradas | Melhores posições nas paradas | Melhores posições nas paradas | Melhores posições nas paradas | Melhores posições nas paradas | Melhores posições nas paradas | Melhores posições nas paradas | Vendas                       | Certificações |
| Título             | Detalhes do álbum | IRL                           | ALE                           | AUS                           | AUT                           | CAN                           | EUA                           | FRA                           | NZL                           | SUE                           | UK                            | Vendas                       | Certificações |
| ------------------ | --- | ----------------------------- | ----------------------------- | ----------------------------- | ----------------------------- | ----------------------------- | ----------------------------- | ----------------------------- | ----------------------------- | ----------------------------- | ----------------------------- | ---------------------------- | --- |
| Flicker            | - Lançamento: 20 de outubro de 2017 - Gravadora: Capitol - Formatos: Cassete, CD/DVD, download digital, streaming, vinil | 1                             | 8                             | 2                             | 6                             | 1                             | 1                             | 18                            | 3                             | 5                             | 3                             | - EUA: 152.000 - CAN: 16.000 | - IRMA: 2× Platina - ARIA: Ouro - BPI: Ouro - FIMI: Platina - GLF: Ouro - MC: Platina - PMB: Ouro - RIAA: Platina |
| Heartbreak Weather | - Lançamento: 13 de março de 2020 - Gravadora: Capitol - Formatos: CD, download digital, streaming, vinil                | 1                             | 5                             | 2                             | 3                             | 6                             | 4                             | 73                            | 4                             | 21                            | 1                             | - EUA: 60.700                | - BPI: Ouro |
| The Show           | - Lançamento: 9 de junho de 2023 - Gravadora: Capitol - Formatos: Cassete, CD, download digital, streaming, vinil        | A ser lançado                 | A ser lançado                 | A ser lançado                 | A ser lançado                 | A ser lançado                 | A ser lançado                 | A ser lançado                 | A ser lançado                 | A ser lançado                 | A ser lançado                 | A ser lançado                | A ser lançado |

### Álbuns ao vivo
| Álbum                                        | Detalhes                                                                                                | Melhor posição nas tabelas músicas | Melhor posição nas tabelas músicas |
| Álbum                                        | Detalhes                                                                                                | IRL                                | AUS Digital                        |
| -------------------------------------------- | --- | ---------------------------------- | ---------------------------------- |
| Flicker: Featuring the RTÉ Concert Orchestra | - Lançamento: 7 de dezembro de 2018 - Gravadora: Virgin EMI - Formatos: CD, download digital, streaming | 12                                 | 40                                 |

## Singles

### Como artista principal
| Ano | Canção                            | Melhores posições nas paradas | Melhores posições nas paradas | Melhores posições nas paradas | Melhores posições nas paradas | Melhores posições nas paradas | Melhores posições nas paradas | Melhores posições nas paradas | Melhores posições nas paradas | Melhores posições nas paradas | Melhores posições nas paradas | Certificações | Álbum                         |
| Ano | Canção                            | IRL                           | AUS                           | AUT                           | CAN                           | FRA                           | EUA                           | NZL                           | SUE                           | SUI                           | UK                            | Certificações | Álbum                         |
| --- | --------------------------------- | ----------------------------- | ----------------------------- | ----------------------------- | ----------------------------- | ----------------------------- | ----------------------------- | ----------------------------- | ----------------------------- | ----------------------------- | ----------------------------- | --- | ----------------------------- |
| 2016 | "This Town"                       | 6                             | 5                             | 24                            | 27                            | 34                            | 20                            | 24                            | 18                            | 40                            | 9                             | - AFP: Ouro - ARIA: 4× Platina - BPI: Platina - FIMI: Ouro - GLF: Platina - MC: 2× Platina - RIAA: 2× Platina                             | Flicker                       |
| 2017 | "Slow Hands"                      | 3                             | 2                             | 26                            | 8                             | 66                            | 11                            | 8                             | 40                            | 47                            | 7                             | - AFP: Ouro - ARIA: 8× Platina - BPI: 2× Platina - FIMI: Ouro - GLF: Ouro - MC: 5× Platina - PMB: Ouro - RIAA: 3× Platina - RMNZ: Platina | Flicker                       |
| 2017 | "Too Much to Ask"                 | 6                             | 19                            | 29                            | 41                            | 37                            | 66                            | —                             | 34                            | 37                            | 24                            | - ARIA: 3× Platina - BPI: Ouro - FIMI: Ouro - MC: Platina - RIAA: Ouro                                                                    | Flicker                       |
| 2018 | "On the Loose"                    | 47                            | —                             | —                             | —                             | —                             | —                             | —                             | —                             | —                             | 94                            | | Flicker                       |
| 2018 | "Seeing Blind" (com Maren Morris) | 68                            | —                             | —                             | —                             | —                             | —                             | —                             | —                             | —                             | —                             | - ARIA: Ouro | Flicker                       |
| 2019 | "Nice to Meet Ya"                 | 7                             | 60                            | —                             | 55                            | —                             | 63                            | —                             | —                             | 95                            | 22                            | - ARIA: Platina - BPI: Ouro - MC: Platina                                                                                                 | Heartbreak Weather            |
| 2019 | "Put a Little Love on Me"         | 28                            | —                             | —                             | —                             | —                             | —                             | —                             | —                             | —                             | —                             | - AFP: Ouro - ARIA: Platina - BPI: Prata - MC: Ouro                                                                                       | Heartbreak Weather            |
| 2020 | "No Judgement"                    | 6                             | 88                            | —                             | 100                           | —                             | 97                            | —                             | —                             | —                             | 32                            | - BPI: Prata - MC: Ouro | Heartbreak Weather            |
| 2020 | "Black and White"                 | 18                            | —                             | —                             | —                             | —                             | —                             | —                             | —                             | —                             | 91                            | - ARIA: Platina - BPI: Prata - MC: Ouro                                                                                                   | Heartbreak Weather            |
| 2021 | "Our Song" (com Anne-Marie)       | 7                             | 51                            | —                             | —                             | —                             | —                             | —                             | —                             | —                             | 13                            | - BPI: Ouro - MC: Ouro | Therapy                       |
| 2021 | "Everywhere" (com Anne-Marie)     | 49                            | —                             | —                             | —                             | —                             | —                             | —                             | —                             | —                             | 23                            | | Não adicionado à nenhum álbum |
| 2023 | "Heaven"                          | 4                             | 30                            | 47                            | 31                            | —                             | 62                            | 34                            | 54                            | 69                            | 16                            | | The Show                      |
| 2023 | "Meltdown"                        | 15                            | —                             | —                             | —                             | —                             | —                             | —                             | —                             | —                             | 62                            | | The Show                      |
| "—" denota singles que não conseguiram entrar nas paradas musicais ou não foram lançados no território. |                                   |                               |                               |                               |                               |                               |                               |                               |                               |                               |                               | |                               |

### Como artista convidado
| Ano | Canção                                                  | Melhores posições nas paradas | Melhores posições nas paradas | Melhores posições nas paradas | Melhores posições nas paradas | Certificações                         | Álbum                  |
| Ano | Canção                                                  | IRL                           | CAN                           | EUA                           | NZL Hot                       | Certificações                         | Álbum                  |
| --- | ------------------------------------------------------- | ----------------------------- | ----------------------------- | ----------------------------- | ----------------------------- | ------------------------------------- | ---------------------- |
| 2019 | "What a Time" (Julia Michaels com part. de Niall Horan) | 26                            | 95                            | —                             | 23                            | - AFP: Ouro - BPI: Ouro - MC: Platina | Inner Monologue Part 1 |
| 2020 | "Moral of the Story" (Ashe com part. de Niall Horan)    | —                             | —                             | 71                            | 19                            |                                       | Ashlyn                 |
| "—" denota singles que não conseguiram entrar nas paradas musicais ou não foram lançados no território. |                                                         |                               |                               |                               |                               |                                       |                        |

## Outras canções que entraram nas paradas
| 2017                                                                           | "Flicker"            | 55 | 168 | —  | 86 | - ARIA: Ouro | Flicker            |
| 2017                                                                           | "Paper Houses"       | 83 | —   | —  | —  |              | Flicker            |
| 2017                                                                           | "Since We're Alone"  | 95 | —   | —  | —  |              | Flicker            |
| 2017                                                                           | "On My Own"          | 99 | —   | —  | —  |              | Flicker            |
| 2020                                                                           | "Heartbreak Weather" | —  | —   | 21 | —  |              | Heartbreak Weather |
| 2020                                                                           | "Small Talk"         | —  | —   | 32 | —  |              | Heartbreak Weather |
| "—" denota canções que não entraram nas paradas ou não foram lançados no país. |                      |    |     |    |    |              |                    |

## Videoclipes
| Ano                    | Título                                                  | Diretor(es)            | Ref.                   |
| Como artista principal | Como artista principal                                  | Como artista principal | Como artista principal |
| ---------------------- | ------------------------------------------------------- | ---------------------- | ---------------------- |
| 2017                   | "Slow Hands" (lyric video)                              | —                      | [ 80 ]                 |
| 2017                   | "Too Much To Ask"                                       | Malia James            | [ 81 ]                 |
| 2017                   | "Too Much To Ask" (alternativo)                         | Malia James            | [ 82 ]                 |
| 2018                   | "On The Loose"                                          | Jake Jelicich          | [ 83 ]                 |
| 2019                   | "Nice to Meet Ya"                                       | The Young Astronauts   | [ 84 ]                 |
| 2019                   | "Nice to Meet Ya" (alternativo)                         | —                      | [ 85 ]                 |
| 2019                   | "Put a Little Love on Me"                               | Cameron Busby          | [ 86 ]                 |
| 2020                   | "No Judgement"                                          | Drew Kirsch            | [ 87 ]                 |
| 2020                   | "Heartbreak Weather"                                    | —                      | [ 88 ]                 |
| 2020                   | "Black and White"                                       | —                      | [ 89 ]                 |
| Como artista convidado |                                                         |                        |                        |
| 2019                   | "What a Time" (Julia Michaels com part. de Niall Horan) | Boni Mata              | [ 90 ]                 |